# 阿米尔·奥斯马诺维奇
阿米尔·奥斯马诺维奇（Amir Osmanović，1970年6月7日—），是一名已经退役的波斯尼亚职业足球运动员，司职前锋，曾经效力于多家欧洲和亚洲足球俱乐部。

## 职业生涯

### 俱乐部
奥斯马诺维奇首先在波黑顶级联赛球队FK Radnički Lukavac效力，也曾效力于德国地区联赛球队。职业生涯后期先后效力于山东鲁能泰山、厦门蓝狮、天津泰达等多家中国足球俱乐部。

### 国家队
奥斯马诺维奇曾入选波斯尼亞黑塞哥維那國家足球隊并有一场上阵记录。